# Acmadenia heterophylla
Acmadenia heterophylla es una especie de arbusto perteneciente a la familia de las rutáceas. Es originaria de Sudáfrica.

## Descripción
Es un pequeño arbusto perennifolio que alcanza un tamaño de 20 a 40 cm de altura. Se encuentra a una altitud de 20 a 100 metros en Sudáfrica.

## Taxonomía
Acmadenia heterophylla fue descrita por Glover y publicado en Annals of the Bolus Herbarium 1: 127, en el año 1915.